# Dzierzkówek (gromada)
Dzierzkówek – dawna gromada, czyli najmniejsza jednostka podziału terytorialnego Polskiej Rzeczypospolitej Ludowej w latach 1954–1972.
Gromady, z gromadzkimi radami narodowymi (GRN) jako organami władzy najniższego stopnia na wsi, funkcjonowały od reformy reorganizującej administrację wiejską przeprowadzonej jesienią 1954 do momentu ich zniesienia z dniem 1 stycznia 1973, tym samym wypierając organizację gminną w latach 1954–1972.
Gromadę Dzierzkówek z siedzibą GRN w Dzierzkówku (obecnie są to dwie wsie: Dzierzkówek Stary i Dzierzkówek Nowy) utworzono – jako jedną z 8759 gromad na obszarze Polski – w powiecie radomskim w woj. kieleckim, na mocy uchwały nr 13i/54 WRN w Kielcach z dnia 29 września 1954. W skład jednostki weszły obszary dotychczasowych gromad Dzierzkówek Nowy, Dzierzkówek Stary i Huta Skaryszewska ze zniesionej gminy Skaryszew w powiecie radomskim oraz Tomaszów ze zniesionej gminy Miechów w powiecie iłżeckim. Dla gromady ustalono 11 członków gromadzkiej rady narodowej.
Gromadę zniesiono 1 stycznia 1969, a jej obszar włączono do gromady Modrzejowice.